# Héctor Console
Héctor Console (Chacabuco, 10 de agosto de 1939) es un contrabajista argentino.

## Biografía
Héctor Console nació el 10 de agosto de 1939 en Chacabuco, provincia de Buenos Aires, su padre le impartió las primeras lecciones de música y guitarra. Tocó violín en orquestas de su pueblo natal, y con Los Gavilanes de España. Ha sido señalado como heredero de la escuela tanguista de Kicho Díaz.